# Діденко Гаврило Власович
Гаврило Власович Діденко (1908—1970) — гвардії майор Радянської армії, учасник Другої світової війни, Герой Радянського Союзу (1945).

## Біографія
Гаврило Діденко народився 12 червня 1908 року у селищі Горлівка (нині — місто в Донецької області) в робітничій сім'ї. В 1930 році закінчив сільськогосподарський технікум у Ростові-на-Дону. У тому ж році призваний на службу в Робітничо-селянську Червону армію, де служив червоноармійцем, потім старшиною 41-го стрілецького полку. В 1932 році закінчив Ленінградську військову теоретичну школу льотчиків, у 1933 році — Енгельську військову авіаційну школу льотчиків. Проходив службу в Ленінградському і Північно-Кавказькому військових округах. Брав участь у радянсько-фінській війні.
З червня 1941 року - на фронтах Другої світової війни. Брав участь у боях на Північному, Ленінградському, Кримському, Сталінградському, Закавказькому, Центральному, 3-му Білоруському, 1-му Українському фронтах. Брав участь у обороні Ленінграда, супроводжував транспортні літаки, що йдуть у блокадне місто. У грудні 1941 року літак Діденко був збитий, а сам льотчик отримав поранення і лікувався в госпіталі. Після лікування брав участь у боях на Керченському півострові, 5 травня 1942 року в одному повітряному бою збив три німецьких винищувачі і сам, незважаючи на поранення, з парашутом вистрибнув з палаючого літака.
З 21 жовтня 1942 року прибув зі своєю ескадрильєю на літаках Як-1 в 652-й винищувальний авіаційний полк. З грудня 1942 року призначений командиром цього полку. З березня 1943 року командував 907-м винищувальним авіаційним полком, з серпня 1943 року — 959-м винищувальним авіаційним полком.
Надалі брав участь у Сталінградській і Курській битвах, Білоруській, Сандомирсько-Сілезькій, Нижньосілезькій, Верхньосілезькій, Берлінській, Празькій операціях.
До лютого 1945 року майор Гаврило Діденко командував 482-м винищувальним авіаполком 322-ї винищувальної авіадивізії 2-го винищувального авіакорпусу 2-ї повітряної армії 1-го Українського фронту. На той час здійснив 365 бойових вильотів, взяв участь у 80 повітряних боях, збивши 22 ворожих літаки особисто і ще 37 — у складі групи. У боях п'ять разів був збитий, два рази поранений, один раз контужений.
Указом Президії Верховної Ради СРСР від 10 квітня 1945 року за «мужність і героїзм, проявлені в повітряних боях» гвардії майор Гаврило Діденко удостоєний високого звання Героя Радянського Союзу з врученням ордена Леніна і медалі " Золота Зірка».
Всього ж за час своєї участі у війні Діденко здійснив близько 400 бойових вильотів, особисто збив 26 літаків противника. В 1946 році звільнений у запас. Проживав і працював у Ленінграді. Помер 25 січня 1970 року, похований на Північному кладовищі Санкт-Петербурга.

## Нагороди
Нагороджений двома орденами Леніна, двома орденами Червоного Прапора, а також низкою медалей.